# José Vicente Rangel
José Vicente Rangel Vale (Caracas, 10 de julio de 1929-Caracas, 18 de diciembre de 2020) fue un político venezolano. Fue ministro de relaciones exteriores y defensa, además de vicepresidente durante el gobierno de Hugo Chávez.
También fue candidato a la Presidencia en tres oportunidades, en 1973, 1978 apoyado por el Movimiento al Socialismo (MAS) y la tercera vez en 1983 apoyado por el Movimiento Electoral del Pueblo (MEP) y el Partido Comunista de Venezuela (PCV).

## Biografía

### Primeros estudios e inicios en la política
José Vicente Rangel nació en Caracas el 10 de julio de 1929, hijo del coronel gomecista José Vicente Rangel Cárdenas, quien fuera Presidente del Estado Zamora, y nieto del militar y político Carlos Rangel Garbiras. Estudió primaria y secundaria en Barquisimeto, estado Lara. Su actividad política comenzó en 1945 cuando tenía 16 años de edad, en la liberal progresista Unión Republicana Democrática (URD), y se intensificó con su oposición activa al golpe militar que derrocó al presidente Rómulo Gallegos en 1948 que resultó en su sustitución por una junta militar. Había empezado la carrera de Derecho en la Universidad de los Andes (ULA), siguió sus estudios en la Universidad Central de Venezuela (UCV).

### Exilio y formación académica
Fue arrestado por autoridades militares por sus actividades políticas y expulsado del país. Se exilió en Chile, donde conoció a la escultora chilena Ana Ávalos, con quien contrajo matrimonio. Prosiguió sus estudios en la Escuela de Derecho de la Universidad de Chile, y después en España, en la Universidad de Salamanca, para acabar graduándose en la Universidad de Santiago de Compostela. 

### Regreso a Venezuela
En 1958, Rangel decide regresar a Venezuela después de la caída de la dictadura militar de Marcos Pérez Jiménez, y fue elegido diputado al Congreso durante cinco legislaturas consecutivas, primeramente en representación de URD y después representando a los partidos de izquierda Movimiento al Socialismo (MAS), Partido Comunista de Venezuela (PCV) y El Movimiento Electoral del Pueblo (MEP). Se presentó tres veces sin éxito como candidato a presidente de la República en las elecciones efectuadas en 1973, 1978 (ambas por el partido MAS) y 1983 (por el MEP, PCV, entre otras organizaciones), consiguiendo resultados de 4,26%, 5,18% y 3,34% de votos respectivamente, no superando el tercer lugar. Junto con su actividad política también ejerció la abogacía.

### Periodismo
En 1990 dejó la dirigencia política y se adentró de lleno en el periodismo empírico produciendo micros radiales para la cadena Unión Radio y fue columnista de los diarios El Universal, Panorama, El Informador, La Tarde, El Regional, 2001 y en la revista de política Bohemia. Fue director del semanario Que Pasa en Venezuela y de los diarios La Razón y Clarín. Pero su labor más destacada en el mundo periodístico fue la dirección de su programa de televisión llamado José Vicente Hoy en el nuevo canal Televen por aquel entonces, siendo un programa de política y opinión, críticas y denuncias sobre casos de corrupción de los gobiernos de Carlos Andrés Pérez y Rafael Caldera, su programa televisivo era comparable con el estilo de Alfredo Peña o Jorge Olavarría. A diferencias de los programas de ellos, el horario de José Vicente Hoy era transmitido los domingos, cuando lo habitual en Venezuela es que los programas de opinión lo dieran muy temprano o en la medianoche. A pesar de la gran popularidad que disfrutaba el programa (el cual también en varias oportunidades fue objeto de censura por parte del oficialismo de aquel entonces), decidió dejarlo para integrar el gabinete del recién elegido presidente Hugo Chávez el 2 de febrero de 1999, aunque dos meses antes Rangel había afirmado que no iba a tomar parte en el nuevo gobierno.[cita requerida]

### Gobierno de Hugo Chávez

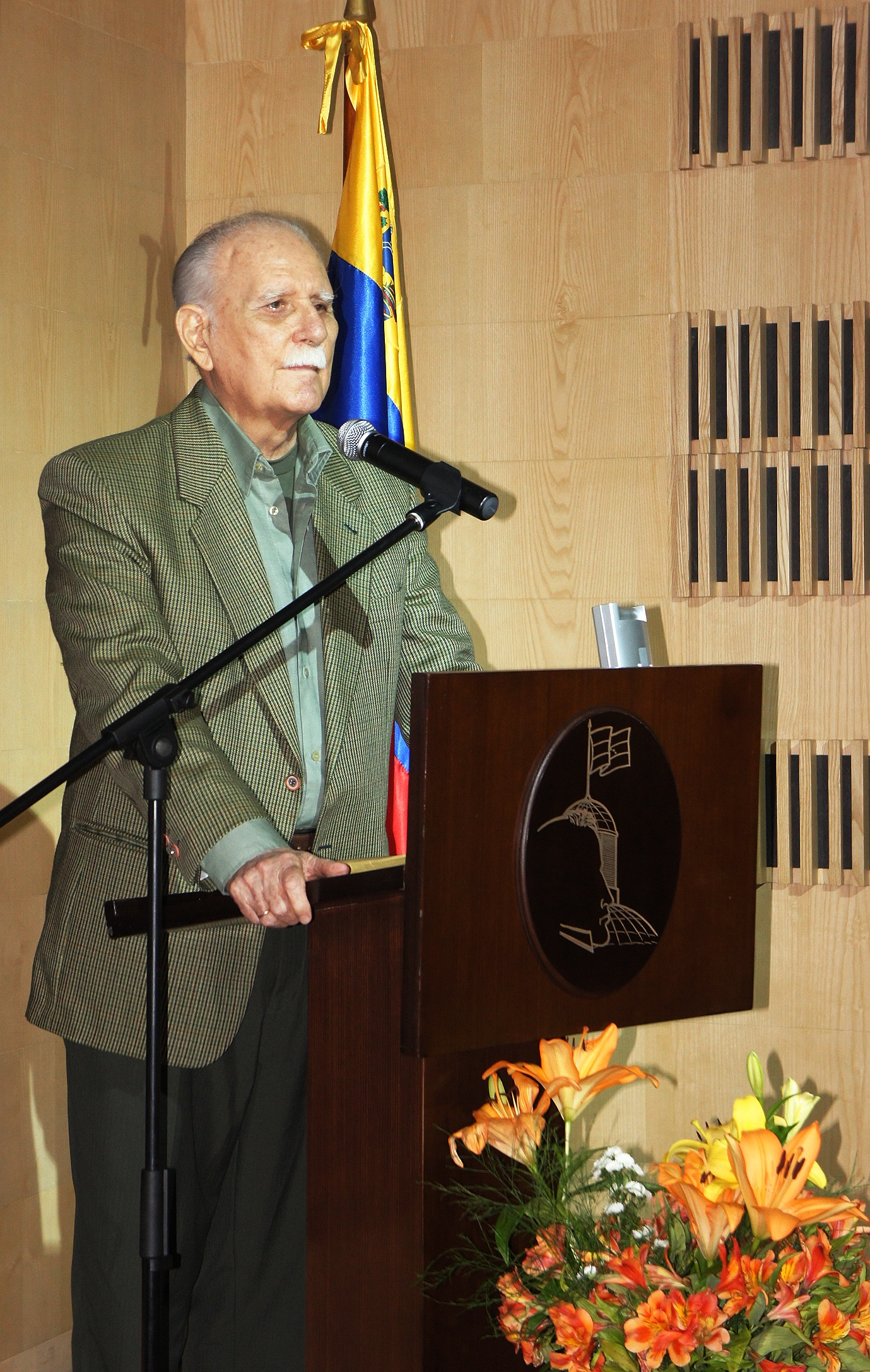
En la entrega de los Premios Aníbal Nazoa en 2011.

El presidente Hugo Chávez lo nombró ministro de relaciones exteriores. Durante su estadía en el ministerio, dirigió el primer gran periplo internacional que realizó Chávez visitando a todos los países miembros de la OPEP, así como la creación de la Cumbre de Caracas para concretar acuerdos entre los países miembros sobre la necesaria disminución de la producción de petróleo y así aumentar su precio en los mercados internacionales. Ocupó el cargo hasta febrero del 2001.
En ese mismo año pasó a dirigir el Ministerio de la Defensa (siendo el primer civil en ejercer ese cargo en toda la historia de la República) hasta el 14 de abril de 2002, cuando fue nombrado Vicepresidente de la República. En el golpe de Estado del 11 de abril de 2002 que derrocó por 48 horas a Chávez y su gobierno, fue parte de la resistencia que ejecutó el contragolpe contra el presidente de facto Pedro Carmona que permitió la restitución de Chávez el 13 de abril. 
El 8 de enero de 2007 entregó el cargo que hasta ese momento ostentaba, fecha en que tomó posesión Jorge Rodríguez, siendo la persona de más edad de los que ocuparon dicho cargo. Recibió una réplica de la espada del Libertador Simón Bolívar como reconocimiento a sus cinco años como vicepresidente. En marzo de ese año retomó su programa televisivo José Vicente Hoy, siendo su primer invitado el propio Chávez.

### Fallecimiento
El 18 de diciembre de 2020 sus familiares utilizando su red social de Twitter confirmaron su fallecimiento a la edad de 91 años a causa de un paro cardíaco.

## Vida personal
Con su esposa Ana Ávalos tuvo dos hijos: Gisela Rangel Ávalos y José Vicente Rangel Ávalos. Y sus nietos: José Vicente Rangel Chacón y Nelson Totesaut Rangel.
Su hijo José Vicente Rangel Ávalos también ejerció cargos durante en el gobierno de Chávez, siendo electo en las elecciones 1999 por el partido MVR para la Asamblea Nacional Constituyente que redactó la constitución de 1999, y luego fue elegido en las elecciones de 2000 como alcalde del Municipio Sucre de Caracas. Durante el gobierno de Nicolás Maduro, Rangel Ávalos regresó al gabinete como viceministro de política y seguridad jurídica, para luego optar nuevamente por la elección en la alcaldía del Municipio Sucre de Caracas.[cita requerida]

## Obras y premios
Rangel fue dos veces ganador del Premio Nacional de Periodismo Cultural de Venezuela. Es autor del Expediente Negro, un libro que investiga las violaciones a los derechos humanos en el país entre 1960 y 1970. Publicó además las obras Tiempo de verdades, Socialismo y Democracia, La administración de justicia en Venezuela, entre otros trabajos de ensayo sobre política y derechos humanos.